# Order Bohatera Narodowego (Jugosławia)
Order Bohatera Narodowego (serb.-chorw. Орден народног хероја, Orden narodnog heroja, słoweń. Red narodnega heroja, mac. Орден на народен херој) – drugie (po Orderze Wolności) najwyższe odznaczenie wojskowe (order) oraz tytuł honorowy Socjalistycznej Federalnej Republiki Jugosławii.

## Historia
Tytuł Bohatera Narodowego został ustanowiony przez Prezydium Antyfaszystowskiej Rady Wyzwolenia Narodowego Jugosławii w okresie od grudnia 1941 roku do stycznia 1942 roku. W biuletynie AVNOJ nr 12–13 opublikowano komunikat, że tytuł Bohatera Narodowego nadawany jest za „bohaterstwo i poświęcenie uczestników walki narodowo-wyzwoleńczej”. Pierwszym wyróżnionym tym tytułem był Petar Leković w lutym 1942 roku.
Order Bohatera Narodowego jako zewnętrzna oznaka posiadania tytułu został ustanowiony 15 sierpnia 1943 roku wraz z innymi najwyższymi odznaczeniami przyszłej Jugosławii – Orderem Wyzwolenia Narodowego, za Odwagę, Partyzanckiej Gwiazdy, Braterstwa i Jedności, a także Medalem „Za Odwagę”.
Zgodnie ze statutem Order Bohatera Narodowego nadawany był obywatelom, jednostkom wojskowym, organizacjom politycznym i innym organizacjom publicznym za bohaterskie czyny dokonane w czasie wojny i pokoju. Większość odznaczonych Orderem Bohatera Narodowego to partyzanci jugosłowiańscy wyróżnieni za czyny dokonane podczas II wojny światowej.
Odznaczeni orderem i tytułem Bohatera Narodowego cieszyli się w socjalistycznej Jugosławii wieloma przywilejami, m.in. bezpłatnymi przejazdami komunikacją miejską oraz przyznawanymi pośmiertnie rentami dla członków ich rodzin. Wraz z upadkiem kraju przywileje te zostały mocno ograniczone, ale nadal istnieją. W powojennej Jugosławii szkoły i ulice miast nosiły imiona Bohaterów Narodowych, lecz w nowo powstałych, niepodległych państwach nazwy większości z nich zostały zmienione.

## Opis

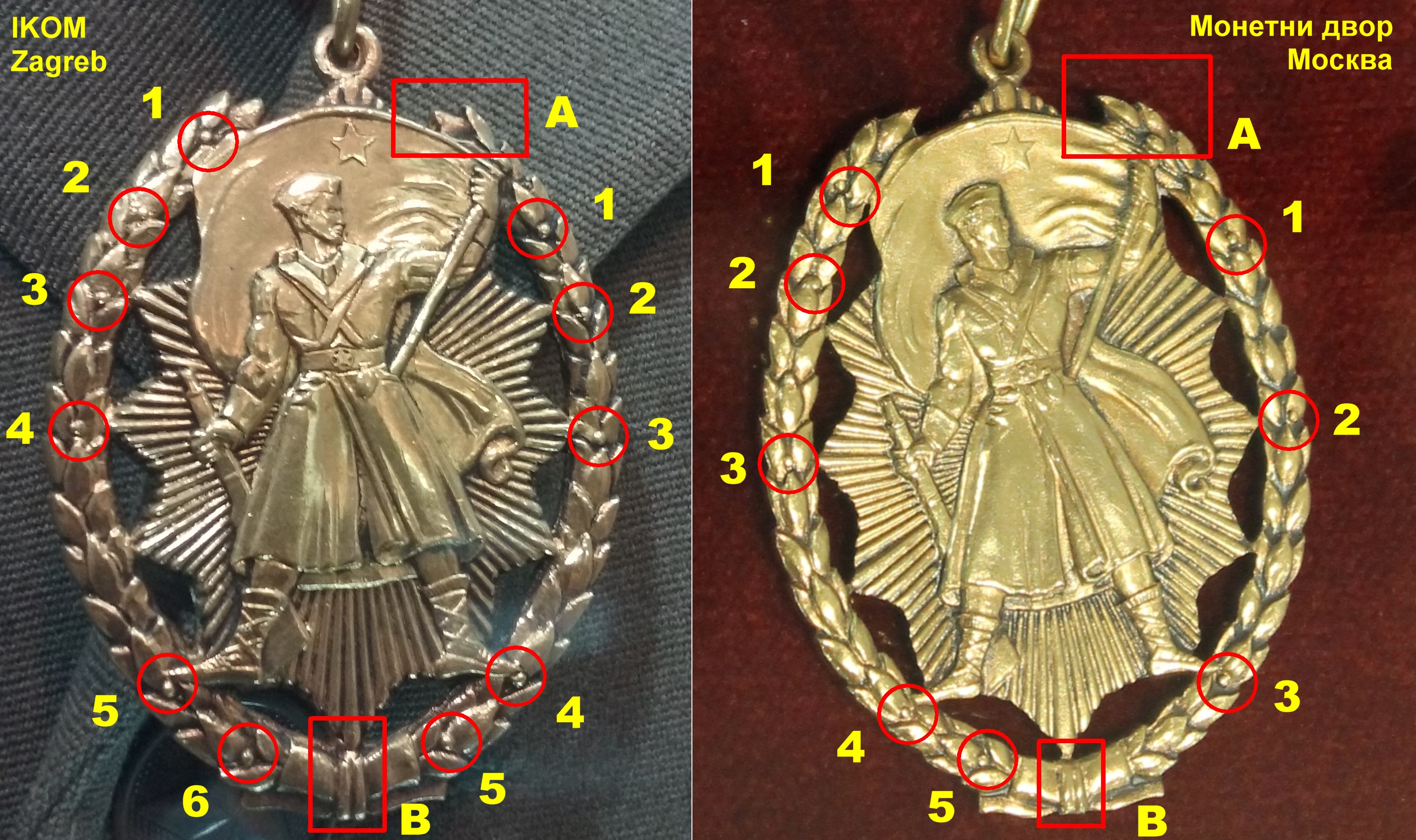
Grafika prezentująca różnice w detalach orderów wybijanych w Zagrzebiu i w Moskwie

Order ma kształt owalnej, złoconej odznaki w kształcie wieloramiennej gwiazdy o rozbieżnych promieniach, otoczonej wieńcem laurowym. Wewnątrz medalionu znajduje się postać jugosłowiańskiego partyzanta trzymającego karabin w prawej ręce i sztandar z gwiazdą w lewej. Wstążka orderu jest czerwona z dwoma wąskimi białymi paskami przy obu krawędziach. Projekt orderu, tak jak innych jugosłowiańskich odznaczeń państwowych, został opracowany przez artystę Djordje Andrejevicia-Kuna i wytwórcę Antuna Avgustincicia. W okresie okupacji państw Osi ordery były wybijane w Moskwie, po wojnie w Zagrzebiu.

## Odznaczeni

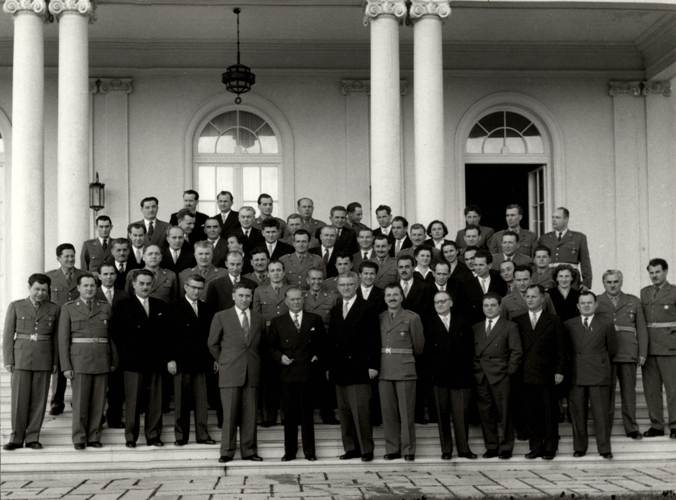
Tito z Narodowymi Bohaterami Jugosławii z Serbii i Macedonoi, 1955

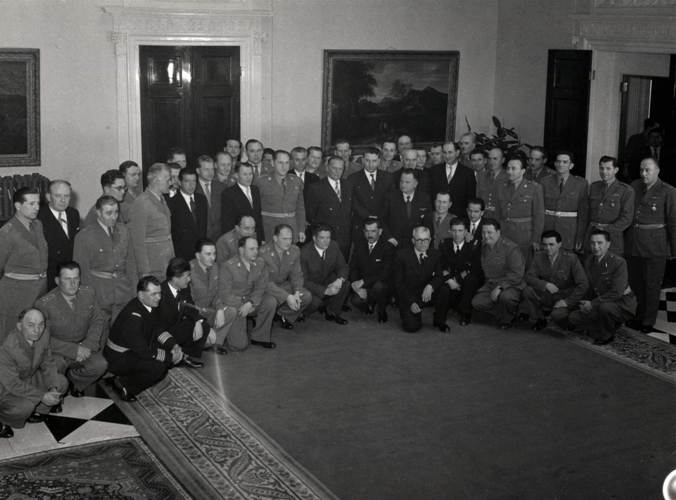
Tito z Narodowymi Bohaterami Jugosławii z Chorwacji, 1955

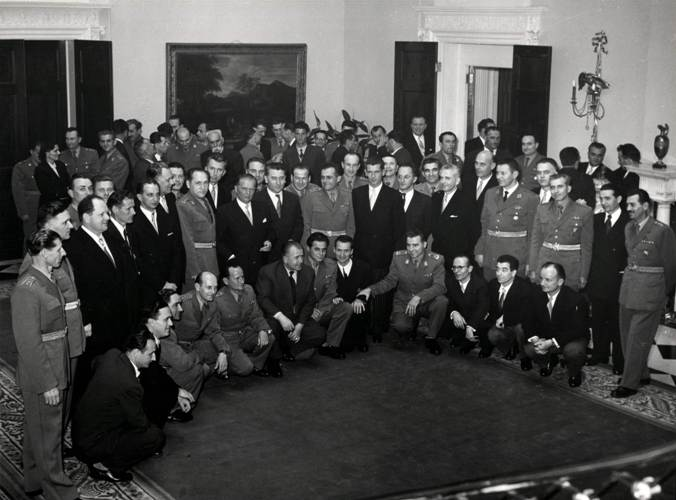
Tito z Narodowymi Bohaterami Jugosławii z Bośni i Hercegowiny, 1955

Łącznie przez cały okres istnienia orderu odznaczono nim 1332 Jugosłowian (w tym 1231 mężczyzn i 91 kobiet) oraz 19 (według innych źródeł 22) obcokrajowców (16 obywateli ZSRR, trzech Albańczyków, Czechosłowak, Polak i Włoch). Aż 1307 tytułów przyznano do 1957 roku. Przywódca kraju marszałek Josip Broz Tito jako jedyny został odznaczony orderem trzykrotnie – w 1944, 1972 i 1977 roku. Prawie wszyscy odznaczeni byli członkami Komunistycznej Partii Jugosławii, a 658 z nich miało staż partyjny sięgający czasów przedwojennych. Wśród odznaczonych orderem znalazło się osiem małżeństw oraz siedem par braci i sióstr. Już w 1941 roku do formacji partyzanckich dołączyło aż 1261 odznaczonych, w 1942 roku 41, a w 1943 roku kolejnych 5.
Przyczyny śmierci Bohaterów Narodowych poległych w czasie wojny:
- 624 zginęło w akcji,
- 159 zmarło z wycieńczenia w więzieniach i obozach koncentracyjnych,
- 36 popełniło samobójstwo, aby uniknąć schwytania,
- 30 zmarło z powodu ran,
- 20 zamordowano w więzieniach i obozach koncentracyjnych,
- 13 powieszono,
- 12 było torturowanych podczas operacji karnych,
- 5 zginęło w wypadkach,
- 4 zmarło z powodu chorób,
- 4 utopiono,
- 3 pogrzebano żywcem,
- 3 uduszono,
- 1 nabito na pal,
- 1 spalono na rożnie.

Order Bohatera Narodowego wraz z tytułem Miasta Bohatera został przyznany także kilku miastom w całej Jugosławii, a także 27 jednostkom bojowym i formacjom Narodowej Armii Wyzwolenia Jugosławii oraz czterem organizacjom publicznym działającym w SFRJ.
Według stanu na 19 grudnia 2023 ostatnim żyjącym Bohaterem Narodowym Jugosławii jest 102-letni Petar Matić, urodzony 6 lipca 1920 roku.

## Miasta Bohaterowie Jugosławii
- Lublana (SR Słowenii) – 7 maja 1970
- Drvar (SR Bośni i Hercegowiny) – 17 maja 1974
- Belgrad (SR Serbii) – 20 października 1974
- Zagrzeb (SR Chorwacji) – 7 maja 1975
- Nowy Sad (SAC Wojwodina) – 7 maja 1975
- Prilep (SR Republika Macedonii) – 7 maja 1975
- Prisztina (SPA Kosowo) – 7 maja 1975
- Cetynia (SR Czarnogóry) – 7 maja 1975